# Бородастик жовтолобий
Бородастик жовтолобий (Psilopogon flavifrons) — вид дятлоподібних птахів родини бородастикових (Megalaimidae).

## Поширення
Ендемік Шрі-Ланки. Населяє субтропічні і тропічні вологі ліси, водно-болотні угіддя, плантації і сільські сади до висоти 2000 м.

## Опис
Птах завдовжки 21–22 см, вагою — 57–60 г. Має зелене оперення з жовтою короною на голові та синіми плямами під очима, на горлі та підборідді.

## Спосіб життя
Птах трапляється парами або невеликими сімейними групами. Вночі відпочиває у дуплі, яке сам видовбує у дереві. Під час гніздування це дупло він використовує для облаштування гнізда. Харчується ягодами, фруктами та членистоногими. Гніздиться в дуплі, де відкладає 2-3 яйця.